# Rhythm of Time
Rhythm of Time è il sesto album in studio del tastierista statunitense Jordan Rudess, pubblicato il 31 agosto 2004 dalla Magna Carta Records.

## Descrizione
Rhythm of Time ha visto la partecipazione di numerosi artisti e, per far sì che venisse completato prima del tour dei Dream Theater previsto in quello stesso anno, Rudess è stato costretto ad isolarsi per 14 giorni, senza contattare nessuno a parte i familiari ed i suoi assistenti tecnici.

## Tracce
1. Time Crunch – 6:30
2. Screaming Head – 7:22
3. Insects Among Us – 9:36
4. Beyond Tomorrow – 9:59
5. Bar Hopping with Mr. Picky – 4:39
6. What Four – 6:53
7. Ra – 7:56
8. Tear Before the Rain – 6:36

## Formazione
- Jordan Rudess – tastiera
- Dave LaRue – basso
- Rod Morgenstein – batteria
- Vinnie Moore – chitarra (tracce 1 e 7)
- Joe Satriani – chitarra (tracce 2 e 3)
- Kip Winger – voce (tracce 4 e 8)
- Greg Howe – chitarra (tracce 4 e 6)
- Daniel Jakubovic – chitarra (traccia 4)
- Steve Morse – chitarra (traccia 5)